# Khartron
JSC "Khartron" (Hartron) (Ukrainian: Хартрон, trước đây là NPO "Electropribor", Russian: НПО "Электроприбор", nghĩa là Liên hiệp khoa học sản xuất thiết bị điện tử; còn biết tới dưới tên viện NII-692 hoặc OKB-692; sau đó đổi tên là  KB electropriborostroeniya trước khi mang tên NPO Electropribor) là một trong số những viện thiết kế hàng đầu của Liên Xô, nay là Ukraina chuyên về phát triển và sản xuất các hệ thống điều khiển tàu và tên lửa vũ trụ.

## Lịch sử và thành tựu
Khartron Corp. được thành lập vào năm 1959 tại Kharkiv, Ukraine. Được thành lập như là một doanh nghiệp nhà nước, Khartron Corp. đã trải qua nhiều lần đổi tên. Viện thiết kế có vai trò phát triển và triển khai các hệ thống điều khiển tên lửa đạn đạo, tên lửa đẩy tàu vũ trụ. Khartron là công ty đã phát triển hệ thống điều khiển cho các tên lửa đạn đạo SS-18 và SS-19, cùng với hệ thống điều khiển các mô-đun khoa học và kỹ thuật của Trạm vũ trụ MIR và mô-đun chở hàng Zarya của Trạm vũ trụ quốc tế. Khartron là doanh nghiệp chính trong phát triển tên lửa Energia. Khartron là công ty duy nhất trên thế giới chế tạo hệ thống điều khiển có khả năng ghép nối tự động cho các phương tiện vũ trụ nặng 20 tấn trong môi trường không gian.	
Nhằm thích ứng với môi trường kinh tế thay đổi, Khartron bắt đầu lấn dần sang thị trường dân sự, theo chương trình chuyển đổi của Chính phủ. Tên lửa SS-18 và SS-19 đã được chuyển đổi thành tên lửa đẩy Dnepr và Rokot để đưa vệ tinh của Ukraine và của nước ngoài lên quỹ đạo. Khartron tham gia liên doanh với các công ty tại Mỹ, Đức, Ý, Nga, cung cấp dịch vụ phóng vệ tinh thương mại lên quỹ đạo.
Năm 1994, một liên doanh giữa Westinghouse Electric Company và Khartron - Westron - được thành lập. Westron JV đã hoạt động thành công từ khi thành lập cho đến ngày nay khi tiến hành hiện đại hóa các hệ thống I&C cho các nhà máy điện hạt nhân của Ukraine. Trong chuyến công du châu Âu tới Ukraine vào tháng 6 năm 2000, Tổng thống Mỹ Bill Clinton đã lưu ý tầm quan trọng của sự hợp tác đặc biệt này nhằm cải thiện sự an toàn của các nhà máy điện hạt nhân của Ukraine.

## Hiện nay
Khartron là một trong những doanh nghiệp của Ukraine tham gia hiện đại hóa hệ thống Thiết bị và Điều khiển (I&C) cho các nhà máy điện hạt nhân của Ukraine.
Khartron ngày nay là một tập đoàn nhỏ. Đáp ứng các yêu cầu của nền kinh tế quốc gia, các mảng kinh doanh của Khartron bao gồm từ hệ thống điều khiển cho các nhà máy điện sử dụng nhiên liệu hóa thạch đến đường ống dẫn dầu và khí đốt, nhà máy đường, hàng không, nông nghiệp...
Tám người chết (và hai mươi hai người được cứu sống) trong vụ hỏa hoạn tại nhà máy Khartron ở Kharkiv vào ngày 8 tháng 1 năm 2014.

## Sản phẩm
Thiết kế hệ thống điều khiển cho:
Tên lửa:
- Energia
- Tsyklon
- Tsyklon-4
- Strela
- SS-7 'Saddler'
- SS-8 'Sasin'
- SS-9 'Scarp'
- SS-15 'Scrooge'
- SS-18 'Satan'/Dnepr
- SS-19 'Stiletto'

Module quỹ đạo: 
- Kvant-1
- Kvant-2
- Kristall
- Priroda
- Spektr

Vệ tinh:
- hơn 150 vệ tinh thuộc dòng vệ tinh Kosmos

## Ban lãnh đạo
Các lãnh đạo của Công ty Khartron qua các thời kỳ bao gồm: Borys Konoplov (Boris Konoplev), Volodymyr Serheiev, Anatolii Andriushchenko, Andriushchenko, Mykola Vakhno.

## Link ngoài
- Khartron Corp. (Westron) history (official website)